# Símbols de Manitoba
Els símbols oficials de la província canadenca de Manitoba s'han establert a través de l'acta legislativa "The Coat of Arms, Emblems and the Manitoba Tartan Act" que entrà en vigor el primer de febrer de 1988.
| Símbol           | Nom                                            | Imatge                       | Adopció    | Observacions |
| ---------------- | ---------------------------------------------- | ---------------------------- | ---------- | --- |
| Escut d'armes    | Escut d'armes de Manitoba                      | Escut d'armes de Manitoba    | 1905, 1992 | L'escut d'armes de Manitoba, designat per primera vegada el 10 de maig de 1905 pel rei Eduard VII, va ser augmentat el 23 d'octubre de 1992 pel governador general Ramon John Hnatyshyn i va atorgar-ne l'autorització reial el 27 de juliol de 1993. |
| Motto            | "Gloriosus et Liber" Gloriós i lliure          |                              | 1993       | El lema és una frase de l'himne nacional del Canadà, "Oh, Canada" i evoca l'herència democràtica dels habitants de la província. Fou atorgat juntament amb l'escut d'armes augmentat per sanció reial el 27 de juliol de 1993. |
| Escut provincial | Escut provincial de Manitoba                   | escut provincial de Manitoba | 1905       | L'escut provincial original fou concedit a Manitoba per ordre reial d'Eduard VII el 10 de maig de 1905. L'escut també apareix a la bandera provincial i el disseny es basa en el Gran Segell de Manitoba de 1870. El bisó representa els pobles aborígens que l'utilitzaven tant com aliment com per vestir. La creu vermella sobre blanc a la part superior de l'escut és la creu de Sant Jordi, el patró d'Anglaterra. Aquesta creu també es va trobar als braços de la Companyia de la Badia de Hudson, que originàriament governava el territori des del qual es va establir Manitoba. |
| Bandera          | Bandera de Manitoba                            | Bandera de Manitoba          | 1965       | La reina Elisabet II va aprovar l'ús de la bandera de la Royal Union en el disseny de la bandera provincial de Manitoba el 1965 i oficialment proclamat per l'Assemblea Legislativa de Manitoba el 12 de maig de 1966. Es tracta del pavelló vermell britànic amb l'escut d'armes provincial al vol; una creu de Sant Jordi al terç superior i un bisó sobre fons verd a la part inferior. |
| Arbre            | White spruce (Picea glauca)                    | White spruce                 | 1984       | L'avet blanc (White spruce) és capaç de sobreviure a pràcticament totes les regions climàtiques i ambientals de Manitoba. Es tracta d'un nom comú per a diverses espècies d'avet: Picea glauca, Picea engelmannii i Picea pungens. |
| Flor             | Crocus de la praderia (Pulsatilla nuttalliana) | Prairie Crocus               | 1906       | La Pulsatilla ludoviciana és la primera flor que floreix a les praderies cada primavera. Sovint es veuen els seus pètals de color malva abans que l'última neu s'hagi fos, així que és un senyal que la primavera ha arribat a Manitoba. |
| Ocell            | Gamarús de Lapònia (Strix nebulosa)            | Great grey owl               | 1987       | Aquesta espècie de mussol és considerat el més gran de Nord-amèrica amb una envergadura de 1,3 m i se'l pot trobar durant tot l'any als boscos mixts de fusta i coníferes de la província. |
| Mamífer          | Bisó americà de les planes (Bison bison bison) | Bisó de les planes           | 2014       | Es tracta d'una subespècies del bisó americà i està representat a l'escut des del 1905, però no fou fins al 12 de juny de 2014 que no fou nomenat oficialment l'emblema de la província. |
| Peix             | Pickerel o walleye (Sander vitreus)            | Pickerel                     | 2014       | Oficial des del 12 de juny de 2014 al ser l'escollit d'entre 4.000 nominacions amb 1.400 vots. La indústria comercial d'aquest peix és la segona pesquera continental més gran del Canadà. |
| Gramínia         | Big Bluestem (Andropogon gerardi)              | Bosc petrificat              | 1977       | Escollida pel habitants i designada com l'herba provincial el 12 de juny de 2014. Es tracta d'una de les espècies principals de gramínia de les praderies, es troba en grans grups, sobre tot a les zones del sud de Manitoba, i que pot arribar a una alçada de 150 cm. Aquesta herba distintiva es reconeix per les seves fulles llargues i amples de color blau verdós, de vegades amb punta de vermell o porpra i el seu cap de flors violeta que s'assembla al peu d'un gall dindi.                                                                                                   |
| Tartà            | Verd fosc, vermell fosc, blau i groc.          |                              | 1962       | El tartà va rebre l'autorització reial l'1 de maig de 1962. Els colors representen els recursos naturals i agrícoles, la Red River Colony, el comte de Selkirk, així com els homes i dones que han enriquit la vida i la història de Manitoba. |
| Ordre            | Ordre de Manitoba                              |                              | 1999       | L'Ordre de Manitoba és l'honor més alt que la província pot atorgar. |
| Sòl              | Sòl de Newdale (Orthic Black Chernozem)        |                              | 2010       | Es va convertir en el sòl oficial de Manitoba el 17 de juny de 2010. Aquest és un sòl molt fèrtil i ric en matèria orgànica, i es troba prop de la superfície i és de color negre. Manitoba és província amb més extensió d'aquest tipus de sòl (5.300 km²). El nom Newdale prové d'una ciutat a la carretera Yellowhead, a l'oest de Minnedosa, MB. |